# WPS 오피스
WPS 오피스(WPS Office, "Writer, Presentation and Spreadsheets"의 약어, 구 명칭: 킹소프트 오피스, Kingsoft Office)는 주하이시에 본사를 둔 중국 소프트웨어 개발 회사인 킹소프트에서 개발한 마이크로소프트 윈도우, macOS, 리눅스, iOS, 안드로이드, 파이어 OS 및 하모니OS용 오피스 제품군이다. 파이어 태블릿에도 사전 설치되어 제공된다. WPS 오피스는 WPS 라이터, WPS 프레젠테이션 및 WPS 스프레드시트 등 세 가지 기본 구성 요소로 구성된다. 2022년까지 WPS 오피스는 월간 활성 사용자 수가 4억 9,400만 명이 넘고 설치 수가 12억 건이 넘었다.
이전에는 개인 기본 버전을 무료로 사용할 수 있었다. 이제는 구독이 필요하다. 모든 기능을 갖춘 전문가급 버전도 구독료로 이용할 수 있다. WPS 오피스 2016은 2016년에 출시되었다. 2019년 기준 리눅스 버전은 킹소프트 자체가 아닌 자원 봉사 커뮤니티에서 개발 및 지원된다.
이 제품은 "WPS"와 "WPS 오피스"라는 이름으로 중국에서 오랜 개발 역사를 갖고 있다. 한동안 킹소프트는 국제 시장을 위해 이 제품군을 "KSOffice"로 브랜드화했지만 나중에 "WPS 오피스"로 다시 돌아왔다. WPS 오피스 2005 출시 이후 사용자 인터페이스는 마이크로소프트 오피스 제품과 유사하며 자체 파일 외에도 마이크로소프트 문서 형식을 지원한다.

## 같이 보기
- 오피스 제품군 비교
- 웹 데스크톱